# Otto Bache
Otto Bache (21 de agosto de 1839-28 de junio de 1927) fue un pintor realista danés. Muchas de sus obras representan acontecimientos clave de la historia danesa.

## Biografía
A la edad de once años recibió una dispensa y fue admitido en la Real Academia Danesa de Bellas Artes, estudiando a las órdenes de Wilhelm Marstrand, entre otros.
En 1866, recibió una beca de la Academia para viajar y fue a París y después a Italia. Su estancia en París tuvo un impacto particularmente profundo en su obra, girándola en una dirección caracterizada por más libertad, más color, una luz más fuerte, y un alcance más amplio. A su retorno en 1868, estaba casado.
Fue nombrado comandante de la Orden de Dannebrog y más tarde se le concedió el Dannebrogordenens Hæderstegn.
Recibió un reconocimiento temprano como pintor retratista pero también mostró gran interés en la pintura de motivos de animales, virando gradualmente a obras de género y pintura histórica.
Fue el padre del abogado Niels Haagensen Bache.

## Galería

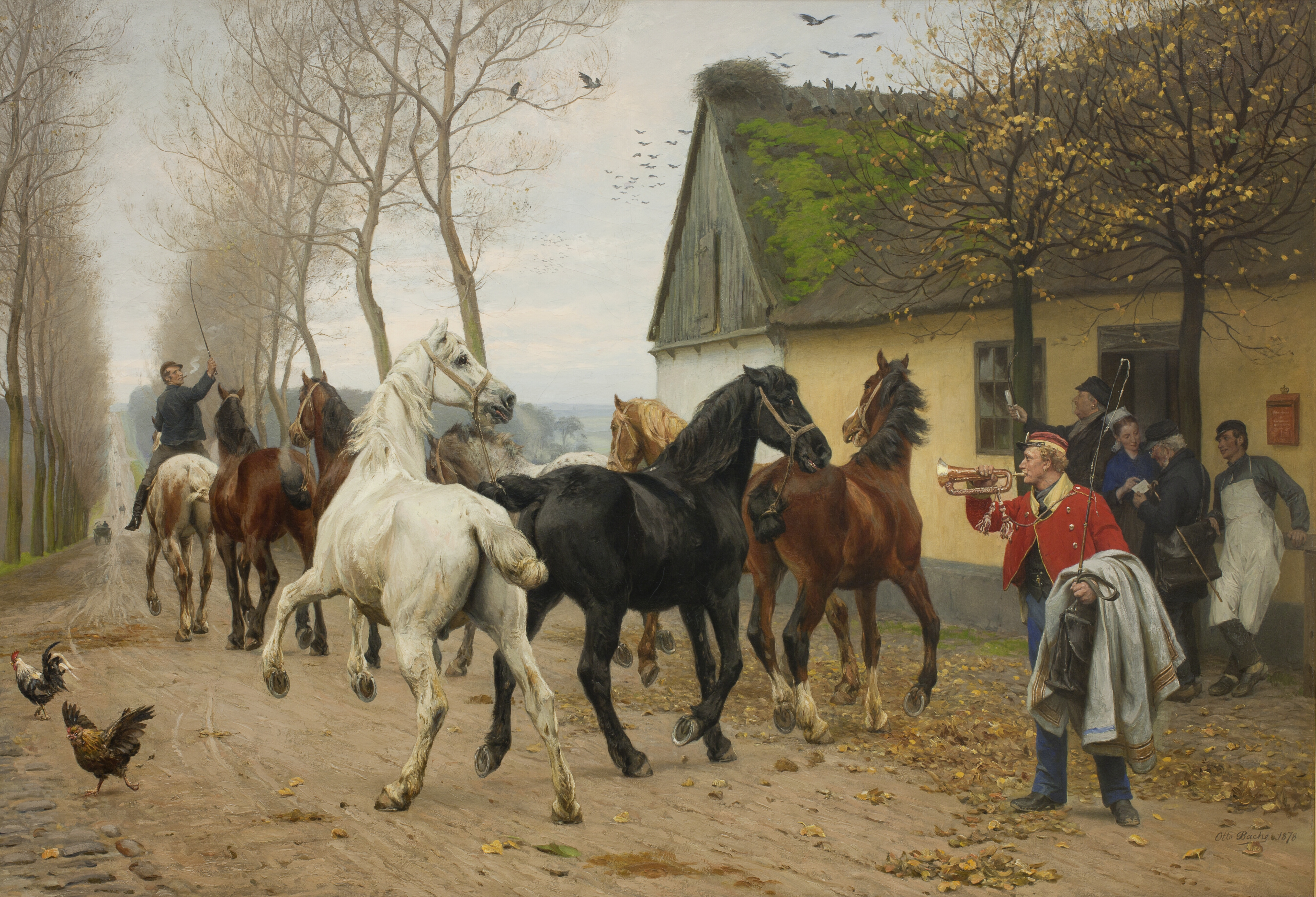
Un grupo de caballos fuera de la posada
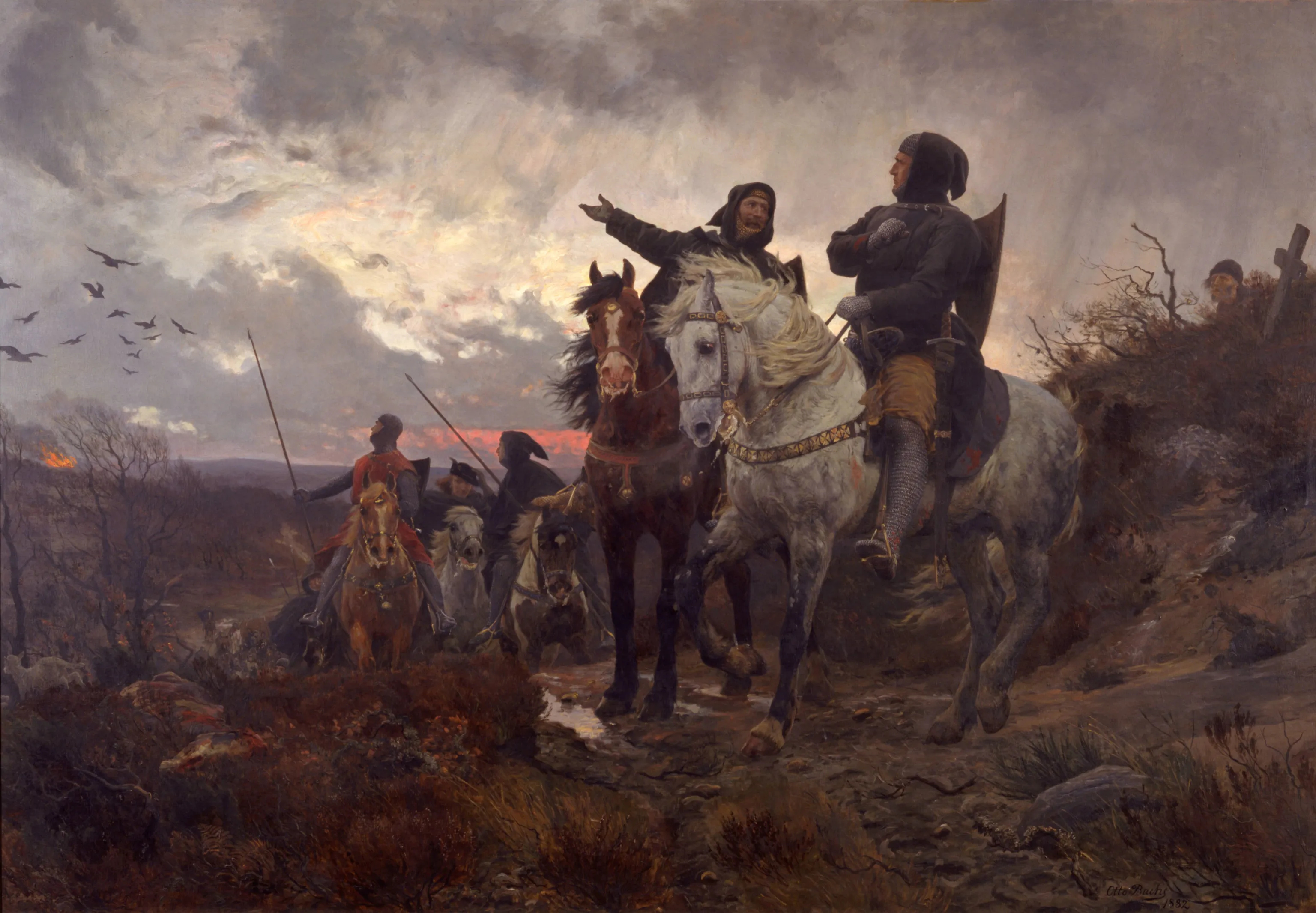
Los conspiradores viajan desde Finderup después del asesinato de Eric Klipping
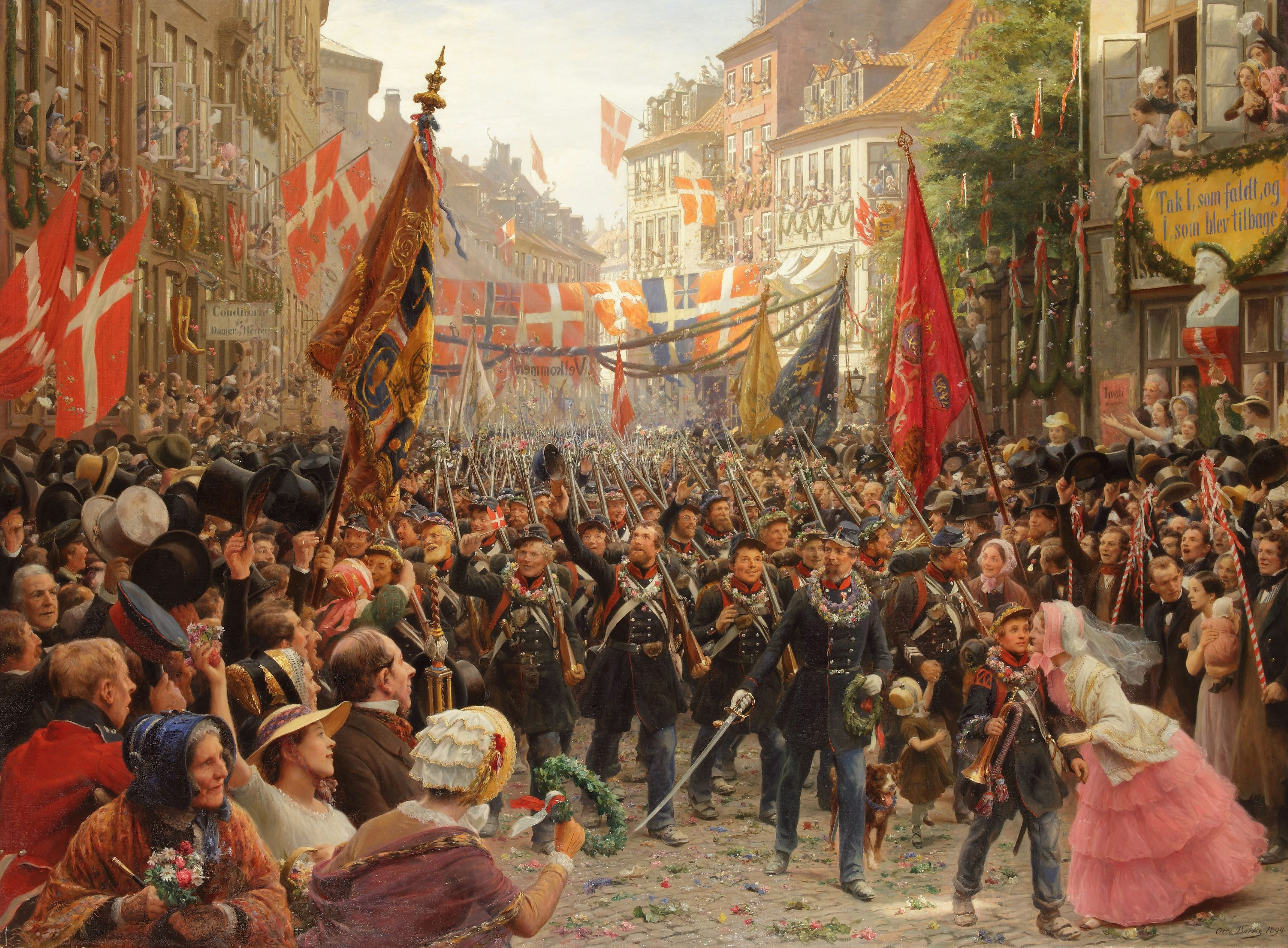
Soldados daneses de retorno a Copenhague en 1848
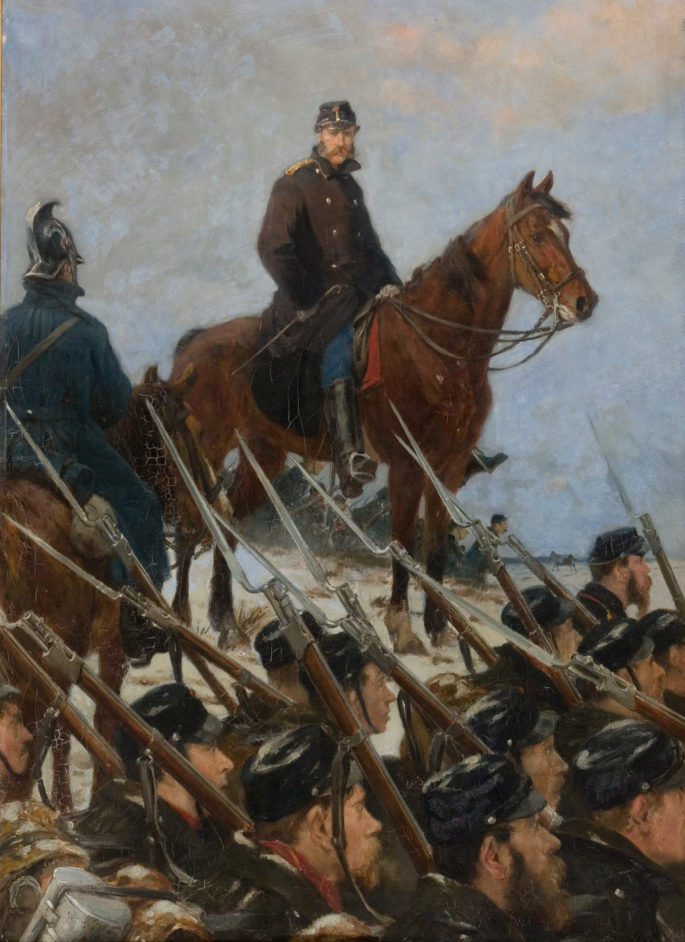
El coronel Müller en el lago de Sankelmark